# Цимбалово (Гадячский район)

Цимбалово (укр. Цимбалове) — село,
Рымаровский сельский совет,
Гадячский район,
Полтавская область,
Украина.
Код КОАТУУ — 5320486504. Население по переписи 2001 года составляло 10 человек.

## Географическое положение
Село Цимбалово примыкает к селу Змажино и находится в 1-м км от села Тригубщина.
По селу протекает пересыхающий ручей с запрудой.

## История
- 1615 — дата основания.